# Straßenentwässerung
Straßenentwässerung hat die Aufgabe, Wasser von der Straße fernzuhalten bzw. schnell abzuführen, da der Baukörper der Straße und die Verkehrssicherheit durch Wasser gefährdet werden können. Die Planung der Entwässerungseinrichtungen an Straßen erfolgte bis 2021 in Deutschland auf der Grundlage der Richtlinien für die Anlage von Straßen – Entwässerung, RAS-Ew (Ew für Entwässerung). Inzwischen gelten die im selben Jahr von der Forschungsgesellschaft für Straßen- und Verkehrswesen veröffentlichten Richtlinien für die Entwässerung von Straßen, REwS 21.

## Arten von Wasser
Das bei der Straßenentwässerung gesammelte Wasser wird natürlichen oder künstlichen Gewässern, den Vorflutern, zugeführt. Das bei Regen und Schnee anfallende Wasser nennt man Oberflächenwasser.
Im Boden vorhandenes Wasser, zum Beispiel Sickerwasser oder Grundwasser, kann an die Oberfläche gelangen (z. B. durch steigenden Grundwasserpegel beim Hochwasser eines nahen Gewässers) und wird dann ebenfalls per Straßenentwässerung abgeleitet. 
Dieses Wasser kann bei Straßen mit Bordsteinen kaum und bei Straßen ohne Bordsteine teilweise im Boden versickern. Es kann den Straßenverkehr gefährden, zum Beispiel wenn es Aquaplaning verursacht oder zu Glatteis gefriert. Das Wasser kann auch in den Straßenoberbau eindringen. Wenn es dort gefriert, entsteht Frostaufbruch.
Straßenabwasser ist typischerweise mit anorganischen Stoffen belastet, darunter Abrieb von Reifen (Hauptquelle anthropogener Mikroplastikemissionen) und von Bremsbelägen. Die Stoffe können gelöst oder partikulär gebunden vorliegen.

## Oberflächenentwässerung außerhalb bebauter Gebiete
In der offenen Ortslage (außerhalb bebauter Gebiete) sollte das Oberflächenwasser im Regelfall breitflächig abfließen und versickern können, dazu können verschiedene Techniken der Regenwasserversickerung angewendet werden. Sollte eine Versickerung nicht möglich, bzw. erlaubt sein, so ist der Abfluss gesammelt weiter- bzw. abzuleiten. Zur Ableitung wird der Abfluss zunächst in der Entwässerungsmulde oder im Entwässerungsgraben aufgefangen. Über Ablaufschächte wird es dann in Rohrleitungen geleitet und zum Vorfluter geführt.
Die Nutzung offener, oberirdischer Anlagen ist bei der Entwässerung von Verkehrsflächen der geschlossenen, unterirdischen Entwässerung vorzuziehen, da oberirdische Systeme zugänglicher und somit einfacher zu überwachen und zu unterhalten sind.
Zur qualitativen (Vor-)Behandlung vor der Versickerung oder Einleitung eignen sich etwa Retentionsbodenfilter oder technische Filter (z. B. Polstofffilter).

## Entwässerungsmulde
Eine Entwässerungsmulde ist eine begrünte Entwässerungseinrichtung zum Sammeln, Versickern bzw. Fortleiten von Oberflächenwasser. Sie ist im Gegensatz zum Graben oder Versickerungsbecken flach ausgebildet.
Es gibt drei verschiedene Mulden:
- Versickerungsmulden
- Mulden mit sehr geringen Gefällen;
- Mulden mit großen Längsgefällen.

Versickerungsmulden
Bei Versickerungsmulden handelt es sich um begrünte Vertiefungen im Boden, welche einen Rückhalt und eine Speicherung des Niederschlagsabflusses der angeschlossenen befestigten Flächen zulassen. Die Versickerung (Ableitung in den Untergrund) geschieht über die Sohl- sowie die Seitenflächen der Anlage. Sie werden außerhalb als auch innerhalb geschlossener Ortschaften eingesetzt.
Maße:
- Breite: 1–2,5 m
- Tiefe: 20–50 cm (in der Regel 1/5 der Breite)

Die Sohle ist möglichst horizontal auszubilden. Ist die zu entwässernde Fläche mit einem Längsgefälle angelegt, müssen Muldenschwellen ausgebildet werden, um eine Speicherung des zu versickernden Niederschlagswassers zu gewährleisten. Durch die Speicherkapazität der Mulde kann die Zeit der Versickerung über die Dauer des Regenereignisses hinaus verlängert und die zur Verfügung stehende Fläche effektiver genutzt werden. Um die Einstauzeit gering zu halten, ist die Tiefe der Mulde zu begrenzen. Hier hat sich eine Tiefe von 30 cm bewährt.
Wenn Versickerungsmulden zwischen unterschiedlichen Verkehrsflächen angeordnet werden, können sie als Sicherheitstrennstreifen dienen, z. B. zwischen Fahrbahn und Gehweg.
Mulden mit sehr geringem Gefälle
Das Gefälle ist kleiner als 1 %. Sie erhalten in der Regel eine glatt ausgebildete Sohlbefestigung, etwa aus Betonfertigteilen auf einer 10 cm dicken Sandbettung.
Mulden mit großen Längsgefällen
Das Gefälle liegt über 4 %. Mulden mit großem Längsgefälle werden mit einer unebenen Sohle ausgebildet, um die Fließgeschwindigkeit und die Schleppkraft zu verringern.
Die Art der Befestigung ist abhängig vom Längsgefälle.
bei 3–5 % Längsgefälle:
- Mulde mit rauer Sohlbefestigung: Grobschotter auf 10 cm Kiessand oder Splitt

bei 4–10 % Längsgefälle:
- Mulde mit rauer Sohlbefestigung: Natursteinbruch, Pflaster oder Betonrasensteinen in 10 cm Kiessand oder Splitt

über 10 % Längsgefälle:
- Raubettmulde: 18–36 cm Steinsatz auf 15 cm Kiessand, ggf. mit zusätzlicher Sicherung
- Böschungskaskaden.

## Entwässerungsgraben
Der Entwässerungsgraben (auch Straßengraben) wird hauptsächlich zur Entwässerung land- und forstwirtschaftlicher Wege oder als Sammler zum Fortleiten von Wasser zum Vorfluter angelegt.
Neben Verkehrsflächen wird er selten angelegt, da er aufgrund seiner Tiefe eine Gefahr für den Straßenverkehr darstellt.
Man unterscheidet vier verschiedene Arten von Gräben:
- Graben ohne Sohlgefälle
- Graben mit sehr geringen Gefällen
- Graben mit großen Längsgefällen
- Abfanggraben

Graben mit sehr geringen und großen Gefällen unterscheiden sich von den dementsprechenden Mulden nur durch die Form ihres Querschnittes. Die Art der Befestigung ist bei beiden gleich.
Eine besondere Form des Entwässerungsgrabens ist der Abfanggraben (selten auch Abfangegraben genannt). Er wird an Hängen oberhalb von Straßenböschungen angelegt und fängt Wasser ab, das der Standsicherheit des Hanges oder der Böschung schaden könnte.

## Oberflächenentwässerung innerhalb bebauter Gebiete
Die REwS gilt für Maßnahmen an Straßen außerhalb geschlossener Ortschaften, kann aber in Verbindung mit den DWA-Regelwerken auch sinngemäß für Straßen in geschlossenen Ortschaften verwendet werden. Auch hier soll das Niederschlagswasser nach Möglichkeit versickert werden. Siehe: Schwammstadt
Die versiegelten Flächen bebauter Gebiete behindern die dezentrale Regenwasserversickerung. Zur Anlage von Versickerungsmulden steht oft nicht genügend Platz zur Verfügung. Rigolen und Mulden-Rigolen-Elemente (M-R-E) lassen sich leichter im Straßenraum unterbringen. 
Neben der Entwässerungsfunktion erhöhen begrünte und bepflanzte Versickerungsanlagen die Aufenthaltsqualität des Straßenraums und können das Stadtklima durch Verdunstungskälte und Verschattung verbessern. Pflanzungen haben raumgliedernde und raumbildende Eigenschaften, die zur Orientierung im Straßenraum beitragen. Dies gilt insbesondere für Baumpflanzungen, die auch zur optischen Markierung von Straßenräumen, Einengungen oder Mittelinseln dienen und eine verkehrsberuhigende Funktion durch die visuelle Begrenzung des Straßenraums übernehmen können.

### Entwässerungsfreundliche Verkehrsinseln, Ausbuchtungen und Haltestellen
Oberirdische Versickerungsanlagen können in fahrbahnverengenden oder die Fahr- oder Parkstreifen unterbrechenden Ausbuchtungen und Inseln angeordnet werden, die oft eine geschwindigkeitsreduzierende Funktion haben, indem sie die Verkehrsfläche des motorisierten Verkehrs visuell einengen. Wenn die Versickerungsanlage mit Querungsstellen des Fußverkehrs kombiniert wird, entspricht die Funktion den in der RASt 06 beschriebenen vorgezogenen Seitenräumen.
An Haltestellen des öffentlichen Personennahverkehrs (ÖPNV), insbesondere an Haltestellenkaps können Versickerungsanlagen im Verziehungsbereich zur an die Haltestelle grenzende Verkehrsfläche, z. B. Parkstreifen, eingerichtet werden. Versickerungsanlagen an Haltestellen können auch als Abgrenzung zwischen Wartebereich und dem durchgehenden Gehweg ausgebildet werden.

### Verkehrsraumteilende Versickerungsanlagen
Versickerungsanlagen können auch verschiedene Verkehrsflächen voneinander abgrenzen, etwa indem Tiefbeetmulden oder andere Versickerungsanlagen mit vertikalen Seitenwänden genutzt werden, um geschützte Radfahrstreifen vom motorisierten Verkehr zu trennen.
Versickerungsflächen werden oft durch nicht überfahrbare Bordanlagen begrenzt. Der Abfluss kann dann über Absenkungen bzw. Einlässe in sie eingeleitet werden. Wird auf eine nicht überfahrbare Abgrenzung verzichtet sollte die Versickerungsfläche z. B. durch Poller abgegrenzt werden.

#### Entwässernde Mittelstreifen
Mittelstreifen, welche an breiten Straßen die Verkehrsrichtungen trennen, bzw. als Querungshilfe für Fußgänger dienen, können ebenfalls als effektives Mittel der Regenwasserbehandlung ausgebildet werden. Die oft unrealisierte Fläche des Mittelstreifens kann bei ausreichender Breite zur Regenwasserbehandlung/ -versickerung beitragen, indem der Abfluss der Verkehrsfläche zur Mitte der Straße geleitet wird. Hier wird der Abfluss beider Fahrstreifen in den Mittelstreifen über punktuelle Einläufe eingeleitet und über eine Mulde versickert. Es ist dabei in Betracht zu ziehen, dass bei vorhandenen Straßenräumen der Mittelstreifen häufig einen Hochpunkt im Querschnitt darstellt. Eine Nutzung von Mittelstreifen im Bestand ist oft nicht ohne bauliche Maßnahmen möglich. Je nach Breite des Streifens können hier verschiedene Versickerungstechniken eingesetzt werden. Im Bereich von Querungsstellen und Kreuzungen, bzw. Einmündungen sollte die Bepflanzung niedrig gehalten werden.
Kann das Oberflächenwasser wegen Platzmangels bzw. aufgrund anderer örtlicher Gegebenheiten nicht versickert werden, wird es am Fahrbahnrand in Entwässerungsrinnen aufgefangen und in Straßenabläufen eingeleitet, die an den Entwässerungskanal angeschlossen sind und den Abfluss zum Vorfluter ableiten.

## Mulden-Rigolen-Element (M-R-E)
Das Mulden-Rigolen-Element (M-R-E) kombiniert die Techniken der Mulden- und Rigolenversickerung. Hier werden Versickerungsmulde und Rigole vertikal übereinander angeordnet. Ziel ist es eine große Speicherkapazität mit einem geringen Flächenverbrauch und der Reinigungsleistung der belebten Oberbodenzone zu kombinieren. Das Mulden-Rigolen-Element bietet dabei zwei separate Speicher für das Regenwasser.
Im Regenereignis wird das abfließende Niederschlagswasser in die Mulde eingeleitet und dort zwischengespeichert und durch die belebte Oberbodenzone versickert. Aufgrund der vertikalen Anordnung der beiden Elemente erreicht das Wasser anschließend den Speicherraum der Rigole. Während sich die Rigole mit dem Niederschlagswasser füllt, entleert sich die Mulde und regeneriert ihr Speichervolumen für möglicherweise nachfolgende Regenereignisse. Aus der Rigole versickert das Niederschlagswasser in den Untergrund.
Um Verschmutzungen der Rigole vorzubeugen, sollten keine Abflüsse direkt in die Rigole eingeleitet werden. Im Falle, dass der Regen das Bemessungsereignis der Versickerungsmulde überschreitet und diese somit überstauen würde, können Überläufe zwischen der Mulde und der Rigole hergestellt werden. Die geringe Überlaufmenge, welche nicht durch die Bodenpassage gereinigt wird, ist dabei in der Regel unbedenklich, hinsichtlich der Verschmutzung der Rigole. Langen Einstauzeiten in der Mulde wird durch diese Technik ebenfalls vorgebeugt, da das Füllmaterial zwischen Mulde und Rigole in der Bauphase den Ansprüchen an die Versickerleistung angepasst werden kann.
Werden mehrere M-R-Es miteinander in Reihe oder parallel verbunden, so wird von einem Mulden-Rigolen-System (M-R-S) gesprochen. Hier wird der Anteil des Niederschlagswassers, welcher trotz der Zwischenspeicherung in der Mulde und Rigole nicht versickern kann, abgeleitet. Der Abfluss durchfließt dabei mehrere Mulden-Rigolen-Elemente, bis die Einleitung in das Kanalisationssystem geschieht. Durch die Speicherfunktion der einzelnen MREs und den in der Regel gedrosselten Abfluss aus dem System kann die nachgeschaltete Kanalisation kleiner dimensioniert werden als bei einer herkömmlichen Ableitung.

## Entwässerungsrinne
Die Entwässerungsrinne als Bauteil zur Linienentwässerung von Oberflächen erfüllt vor allem innerörtlich für die Straßenentwässerung die Funktion, anfallendes Oberflächenwasser von der Straße sowie aus angrenzenden befestigten Flächen aufzunehmen, zu transportieren und zur Kanalisation abzuleiten. Sie werden unmittelbar neben oder zwischen befestigten Verkehrsflächen wie Fahrbahnen, Gehwegen, Parkplätzen und dgl. angelegt. Entwässerungsrinnen sind befestigt und kommen hauptsächlich in der Ortslage vor.
An freien Strecken benötigt man sie
- am Mittelstreifen zweibahniger Straßen
- an Straßen und Wegen, wenn am Fahrbahnrand keine Mulde möglich ist
- an Straßen in Wasserschutzgebieten, wo das Oberflächenwasser der Fahrbahn gesammelt und abgeführt werden muss

Es gibt verschiedene Konstruktionen:
- Bordrinne aus Beton-Rinnenplatten
- Bordrinne bei durchgehender Fahrbahn
- Spitzrinne aus Pflastersteinen
- Muldenrinne aus Pflastersteinen
- Kastenrinne
- Schlitzrinne aus Beton-Schlitzrohren
- Schlitzrinne aus modularen Stahlblecheinheiten die bauseits betoniert werden
- Pendelrinne (kommt an Verkehrsflächen mit Längsgefälle unter 0,5 % vor)

### Anlage von Bordrinnen
Die Bordrinne als Kombination aus Hochbord und Rinne bei durchgehender Fahrbahn kommt an Straßen und Parkplätzen am häufigsten vor.
Sie wird wie folgt eingebaut:
- zuerst wird das Planum hergestellt, darauf kommt dann die Frostschutzschicht
- in die Frostschutzschicht wird ein Sickerrohr eingelegt um Bodenwasser abzuleiten
- als Nächstes wird das Betonfundament (C20/25) gefertigt
- darauf wird der Hochbordstein und die Entwässerungsrinne errichtet
- als letztes wird der eigentliche Straßenoberbau hergestellt

## Bodenentwässerung
Wenn im Bereich eines Straßenkörpers Bodenwasser auftritt, muss es mit Sickereinrichtungen aufgefangen und abgeleitet werden, um Schäden an der Straße zu verhindern.
Die Ableitung erfolgt über Sickerschichten, wie z. B. über die Frostschutzschicht, sowie über Sickerstränge.
Sickereinrichtungen bestehen im Straßenbau aus einem Filterkörper:
- linieförmig als Sickerstrang
- flächenförmig als Sickerschicht, die bis in die Tiefe reichen soll.

## Sickerstrang

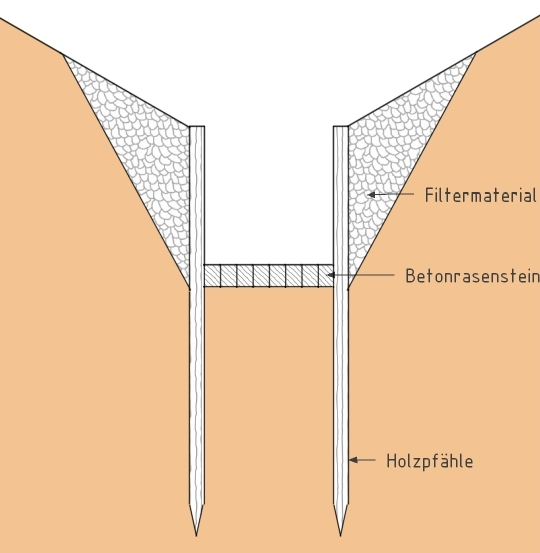
Querschnitt durch einen Sickergraben

Sickerstränge verlaufen längs neben der Fahrbahn und nehmen das Sickerwasser aus der Frostschutzschicht sowie das Bodenwasser auf und leiten es in das Gelände bzw. in einen Vorfluter, z. B. einen Kanal.
Sie bestehen aus Filterkörper und haben meist eine Sickerrohrleitung.
Die Filterkörper der Sickerstränge sind aus wasserdurchlässigen, verwitterungsbeständigen und filterstabilen Baustoffen, wie z. B. Filterkies.
Der Filterkörper kann einstufig oder mehrstufig aufgebaut sein.
Einstufige Filterkörper haben die gleiche Kornzusammensetzung, während mehrstufige Filter Mineralstoffe unterschiedlicher Kornzusammensetzungen haben.
Als Sickerrohre werden Kunststoff-, Beton- und Steinzeugrohre verwendet. Sie haben Öffnungen, meist Schlitze, durch die das Wasser in die Leitung eindringen kann.
Sickerstränge können entweder als Sickergraben, als keilförmiger Sickerschlitz oder zusammen mit der Sammelleitung für das Oberflächenwasser angelegt werden.
Ein Sickergraben eignet sich besonders gut, wenn neben dem Oberflächenwasser hauptsächlich Grundwasser gefasst werden soll. Die Konstruktion ist recht aufwendig und muss durch die verrottbaren Bestandteile über die Jahre regelmäßig erneuert werden.

## Sickerschichten
Sickerschichten sind notwendig, wenn Bodenwasser flächig auftritt.
Dies ist möglich:
- im Bereich des Oberbaus auf dem Erdplanum
- an den Einschnittsböschungen
- unter Dämmen am Dammauflager

Es gibt fünf verschiedene Sickerschichten:
- Frostschutzschicht
- Auflastsickerschicht
- Böschungssickerschicht
- Tiefensickerschicht
- Sickerstützscheibe

Die Frostschutzschicht ist die bekannteste Sickerschicht.
Sie zählt zum Oberbau und zu der horizontal angelegten Sickerschicht.
Sie verhindert, dass Bodenwasser aus dem Untergrund aufgestiegen in den Oberbau eindringt.
Sie bewirkt, dass von oben eindringendes Wasser auf dem Planum abfließen kann.
Dazu muss ein Mindestgefälle von 2,5 % vorhanden sein.
Das abfließende Wasser wird im parallel zur Straße liegenden Sickerstrang gesammelt oder bei Wegen in den Seitengraben abgeleitet.
Die Auflastsickerschicht kann in Einschnitten oder Dämmen notwendig werden, wenn das Planum oder das Dammauflager vorübergehend oder ständig im Grundwasser liegt.
Die Auflastsickerschicht hat die Aufgabe, unter dem Oberbau den Grundwasserspiegel abzusenken. Dazu müssen beiderseits der Sickerschicht Sickerstränge zur Ableitung des Grundwassers angelegt werden.
Mit der Böschungssickerschicht wird das in Böschungen an verschiedenen Stellen austretende Schichtwasser aufgefangen. Es wird in den am Böschungsfuß angelegten Sickerstrang abgeführt. Dadurch werden Rutschungen an der Böschung vermieden und der Bestand der Straße gesichert.
Quer zur Straßenachse fließendes Bodenwasser in tiefen Lagen wird mit der Tiefensickerschicht aufgefangen. Sie wird parallel zur Straße am Böschungsfuß angeordnet, sichert ihn und verhindert das Eindringen von Wasser in den Straßenkörper.
Die Sickerstützscheibe ist eine Tiefensickerschicht, die senkrecht zur Böschung angeordnet wird. Mit ihr werden tiefer in der Böschung liegende Wasserführungen erfasst, die die Standfestigkeit der Böschung gefährden könnte.
Das Wasser wird an der Sohle in einem Sickerrohr gesammelt und in den Sickerstrang am Böschungsfuß eingeleitet. Um eine stützende Wirkung zu erzielen, werden mehrere Scheiben je im Abstand von 10–20 m gebaut. Sie werden aus Einkornbeton oder Schotter erstellt.

## Abführen des gesammelten Wassers
Das Oberflächenwasser und Bodenwasser, das in den vorherigen Einrichtungen (zum Beispiel Mulden und Rinnen) aufgefangen wurde, wird über Schächte in Rohrleitungen geführt, gesammelt und zum Vorfluter oder innerörtlich zur Trennkanalisation geleitet.
Diese Rohrleitungen nennt man auch Sammelleitungen.
Sammelleitungen werden gebaut, wenn
- hügeliges Gelände es erfordert,
- die offenen Gerinne die anfallenden Wassermengen nicht aufnehmen können,
- außer Oberflächenwasser noch Bodenwasser aufzunehmen ist und
- Oberflächenwasser in Rinnen gesammelt wurde und abgeführt werden kann.

Das Wasser gelangt durch Ablaufschächte in die Sammelleitung. Ein Ablaufschacht besteht aus einer Schachtabdeckung mit Einlaufrost, der 3 bis 5 cm tiefer liegt als die angeschlossene gepflasterte Rinnensohle. Unterhalb des Aufsatzes befindet sich der Schachthals und das Schachtunterteil mit Gerinne.
An den freien Strecken (außerhalb geschlossener Ortschaften) werden Entwässerungsleitungen außerhalb der Straße angelegt, zum Beispiel unter der Entwässerungsmulde.
Das Gefälle wird nach der Mulde bzw. der Straße ausgerichtet; die Rohrnennweite muss mindestens DN 250 betragen.
Die Schächte unter der Entwässerungsmulde nennt man Muldenablaufschächte; sie dürfen bis zu 400 m² Verkehrsfläche entwässern.
An bebauten Strecken (innerhalb geschlossener Ortschaften) werden die Schächte an Straßen und Parkplätzen angeordnet und führen das Wasser aus den Rinnen ab.
Diese Schächte dürfen bis zu 500 m² Verkehrsfläche entwässern.
Im Zuge der Sammelleitungen werden Prüfschächte (Sichtkontrollschacht) gebaut, um die Leitung überwachen und warten zu können.
Die Abstände zwischen den Schächten dürfen höchstens 80 m betragen.
Zwischen den Prüfschächten muss der Verlauf der Rohrleitung geradlinig sein.
Wird oberhalb der Sammelleitung eine zusätzliche Sickerleitung (Vollsickerrohr) angeordnet, so spricht man von einer Huckepackleitung. Die Sickerleitung ist mit Filtermaterial umgeben und nimmt das Sickerwasser aus der Frostschutzschicht auf.
In der Regel ist das anfallende Straßenoberflächenwasser bei Starkregenereignissen in Regenrückhaltebecken zwischenzuspeichern und bei Verkehrsbelastungen von über 5000 Kfz/24h in Regenklärbecken zu behandeln.

## Planumsentwässerung
Das auf dem Erdplanum anfallende Wasser ist durch eine Planumsentwässerung abzuleiten. Hierzu wird eine Sickerleitung am tieferliegenden Rand des Planums verlegt. Alternativ dazu ist auch eine Mehrzweckleitung zum Sammeln des Sickerwassers und Transport des Straßenoberflächenwassers möglich.
Das anfallende Wasser wird zusammen mit dem Straßenoberflächenwasser abgeleitet.